# Kurt Kancler
Kurt Kancler, slovenski zdravnik pediater, * 19. februar 1930, Maribor, † julij 2022

## Življenje in delo
Diplomiral je leta 1955 na Medicinski fakulteti v Ljubljani, 1961 končal specializacijo ter 1974 podiplomski študij na Medicinski fakulteti v Zagrebu. Leta 1987 je postal primarij. 
V letih 1957 do 2000 je bil zaposlen v Zdravstvenem domu Maribor, od 1963 kot vodja Dispanzerja za otroke. Med drugim je v posvetovalnicah leta 1964 kot prvi v Sloveniji uvedel sistematične preglede otrok v starosti treh in petih let. Svoj pečat je pustil tudi na pedagoškem in humanitarnem področju, leta 1992 pa je bil izvoljen za prvega predsednika Zdravniške zbornice Slovenije.
Primarij Kurt Kancler je bil od leta 1988 do 2015 predsednik Mariborske mestne organizacije Rdečega Križa in več kot 20 let predsednik odbora za letovanje otrok. Zato je posebej znan njegov prispevek k letovanju otrok, še posebej pri zdravstveno–klimatskem letovanju. Več kot 30 let je sodeloval pri izgradnji in širitvi doma Frankopan v Punatu na Krku, pri uvajanju sodobne pediatrične oskrbe otrok tega doma in v borbi, da je danes na klimatskem zdravljenju otrok že pomembno več mariborskih otrok, kot je slovensko povprečje. Pomagal je Zvezi prijateljev mladine Maribor pri ureditvi njihovega prvotnega letovišča v Materadi pri Poreču in izgradnji novega letovišča v Poreču. Pomembno je sodeloval tudi pri organizaciji srednje gorskega letovišča na Pohorju (Dom Miloša Zidanška) in se aktivno udejstvoval kot zdravnik več kot 10 let v Punatu in več kot 5 let na Pohorju.

## Odlikovanja in nagrade
Leta 2000 je prejel častni znak svobode Republike Slovenije z naslednjo utemeljitvijo: »za zasluge pri strokovnem, pedagoškem, organizacijskem in drugem delu na področju slovenske pediatrije (ob sedemdesetletnici)«. Tedanji predsednik Danilo Turk, pa ga je leta 2012 odlikoval z redom za zasluge. Ob vročitvi odlikovanja je predsednik izpostavil  primarija Kurta Kanclerja kot izjemno osebnost, izjemnega zdravnika, izjemno osebnost popularizacije javnega zdravja in skrbi za prevencijo ter izjemnega humanitarnega in socialnega delavca v najbolj žlahtnem pomenu te besede.
Leta 2011 pa mu je za dolgoletno delo domači Maribor podelil naziv častnega občana »v znak zahvale in spoštovanja, za življenjsko delo na področju pediatrije, za pedagoško in prostovoljno človekoljubno delo ter za osebni prispevek k uveljavitvi strokovnega ugleda v mednarodnem prostoru«.
Poleg omenjenih pa je bil za svoje delo v dolgoletni karieri prim. Kancler  nagrajen še z naslednjimi nagradamiː srebrni grb mesta Maribor (1988), red dela z zlatim vencem Jugoslavije (1989), Ambrožičevo priznanje pediatrične sekcije SZD (1998), zlati znak priznanja Rdečega križa Slovenije (2000), pečat mesta Maribor (2000), »Mariborčan leta« (2001), Najosebnost Maribora 2000 (2001), Hipokratovo priznanje Zdravniške zbornice Slovenije (2004), letni zmagovalec Bob leta za 2005 (2006), priznanje Državnega sveta Slovenije (2006) in »Frajer ezleka« za leto 2011.